# Polar low

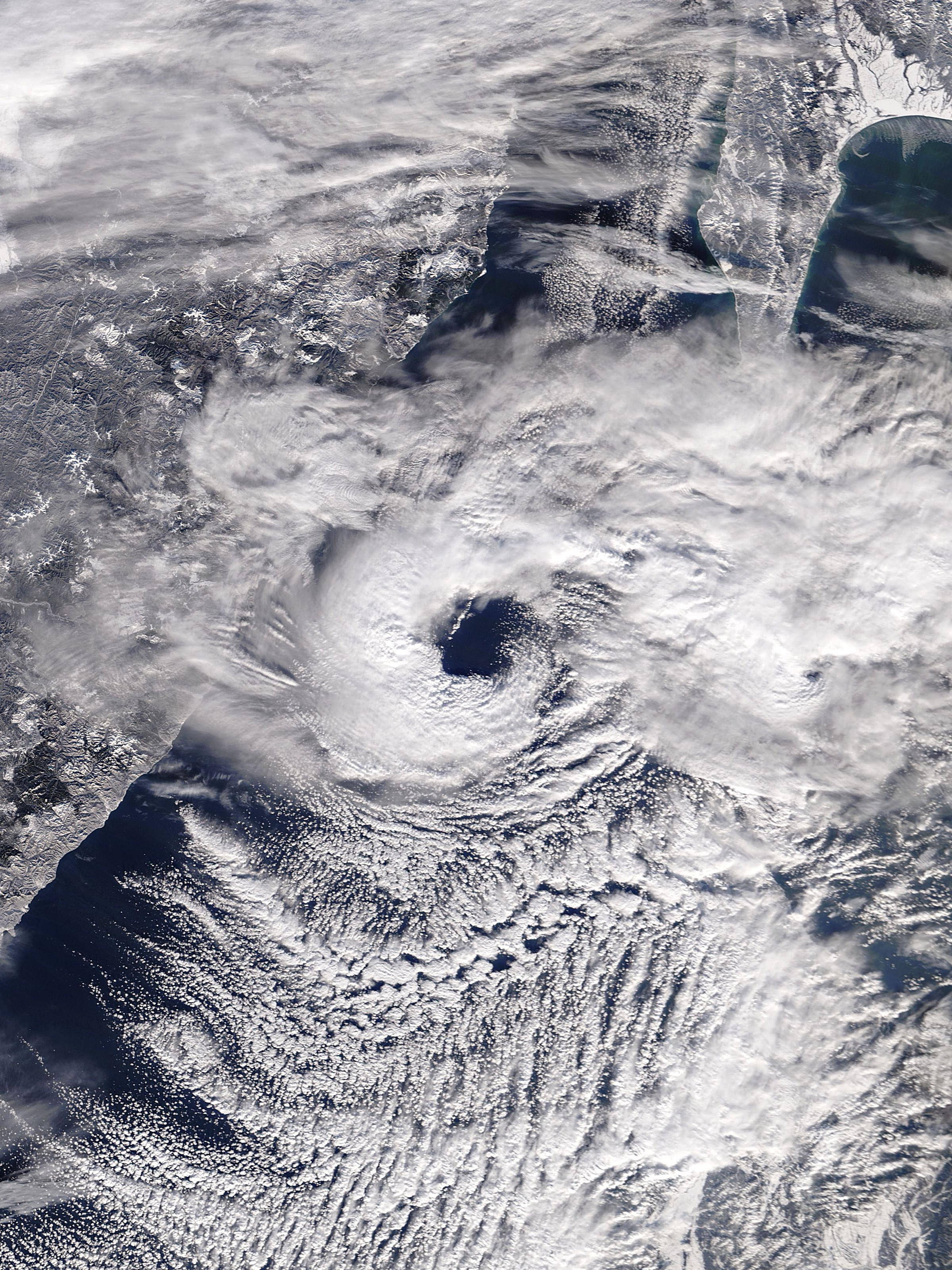
Polar low boven de Japanse Zee in december 2009

Een polar low of actieve sneeuwdepressie is een term in de meteorologie die gebruikt wordt voor een klein lagedrukgebied, dat meestal gepaard gaat met zware windstoten en een dik pak sneeuw. Een polar low  kan Nederland bereiken als er in de winter of lente een noordelijke stroming is.
Zeelui maakten al melding van stormen die gepaard gingen met zware sneeuwval, die even plotseling opkwamen als verdwenen. Pas in de jaren 60 van de twintigste eeuw kwam het onderzoek naar deze stormen echt op gang. De satellietbeelden lieten zien dat polar lows veel talrijker zijn dan gedacht. Nu konden ook polar lows boven zee bestudeerd worden. Het was een omschakeling in het denken van meteorologen, die uitgingen van de gedachte dat polaire depressies slechts aan het polaire front ontstonden, en niet in de koude lucht aan de achterzijde daarvan.
Polar lows zijn kleine depressies met een diameter van 400-800 km, maar meestal zelfs nog kleiner. In de verticale opbouw zijn ze veel kleiner dan tropische cyclonen; ze bevinden zich hooguit op een hoogte van 5 à 10 km boven de zeespiegel. Ze bestaan hooguit twee dagen, en verdwijnen wanneer ze land of drijfijs bereiken. Ze brengen storm of stormachtige wind met sneeuw, het zijn dus sneeuwjachten of sneeuwstormen. Vanuit de ruimte zijn ze te herkennen aan een spiraal-, krul- of kommavormige wolk. Ze lijken erg op tropische cyclonen, en bezitten soms ook een oog. Dit is geen toeval: het principe waarop ze zijn gebaseerd is hetzelfde: het om elkaar heen gaan draaien van talrijke buien. Het noordelijk deel van de Atlantische Oceaan, en dan met name de Barentszzee, de Noorse Zee en het zeegebied ten zuiden van IJsland, zijn de belangrijkste locaties waar polar lows zich vormen. Sporadisch vormen ze zich boven het warme water van de Noordzee, zoals begin januari 1979. Ze vormen zich ook boven de Zuidelijke IJszee.
Een polar low ontstaat wanneer een koude wind over een relatief warme zee strijkt. Vaak is dit arctische lucht met een temperatuur van misschien wel -20 of -30 graden Celsius, die boven water van 5 à 10 graden komt. Dit vergemakkelijkt het ontstaan van de storingen, op een vergelijkbare manier als bij tropische cyclonen. De warme lucht van zee stijgt op en dit zuigt weer nieuwe warme lucht aan. Het corioliseffect zorgt dat de lucht spiraalvormig naar het centrum stijgt. De warme vochtige lucht koelt op grote hoogte af. Dit is een gevolg van het feit dat de dichtheid met de hoogte afneemt conform de algemene gaswet. Hierdoor condenseert het vocht en vormen zich onweers- en sneeuwbuien. Men kan een polar low zien als een tropische cycloon, maar dan een octaaf lager: net als een tropische cycloon ontbreekt het zo een sneeuwdepressie aan fronten, heeft zij een relatief warme kern (oog) en een gesloten circulatie.
In het beginstadium ligt de bewolking van het polar low als een krul in de koude lucht. Bij een "volwassen" polar low spelen sneeuwbuien een rol bij het in stand houden van het weersysteem. De wind kan stormkracht bereiken, maar is veel minder krachtig dan de gemiddelde orkaan. De energie en ook de omvang van de circulatie is veel kleiner dan bij een tropische cycloon. Ook is de levensduur veel korter: na twee dagen is het polar low opgevuld en van de weerkaart verdwenen. Bovendien lost de depressie snel boven land, omdat haar energiebron is verdwenen. Dit maakt een polar low voor zeelui niet minder gevaarlijk dan een tropische cycloon: de storm ontstaat plotseling en brengt hevige sneeuwval die het zicht sterk bemoeilijkt. Het brengt bovendien vaak een sterke plotselinge temperatuurdaling mee, wat een risico op bevriezing meebrengt.
Op 30 januari 2003 bereikte een polar low Nederland en veroorzaakte daar sneeuwval. Het oog lag boven de Noordzee bij Oost-Engeland, waar windkracht 10 werd bereikt. Vrij snel daarna verminderde de storm en verdween het oog door de wisselwerking met het land.